# Кралско дружество на изкуствата
Кралското дружество за насърчаване на изкуствата, манифактурите и търговията (на английски: The Royal Society for the Encouragement of Arts, Manufactures and Commerce, с акроним RSA), известно още като Кралско дружество на изкуствата (на английски: Royal Society of Arts), е базирана в Лондон британска организация, ангажирана с намирането на практически решения на социалните предизвикателства.
Основано през 1754 г. от Уилям Шипли като Дружество за насърчаване на изкуствата, манифактурите и търговията, то получава Кралска харта през 1847 г. и правото да използва термина „Кралски“ в името си от крал Едуард VII през 1908 г. Членовете на дружеството стават известни като „стипендианти“ (на англ. fellows) от 1914 г. нататък. Акронимът на RSA се използва по-често от пълното му юридическо име. 
Известни бивши стипендианти (преди 1914 г. членове) включват Чарлз Дикенс, Бенджамин Франклин, Стивън Хокинг, Карл Маркс, Адам Смит, Нелсън Мандела, Дейвид Атънбъро, Уилям Хогарт, Джон Дифенбейкър и Тим Бърнърс-Лий. Днес RSA има стипендианти от 80 страни по света.
RSA присъжда три медала – Медал „Албърт“, Медал „Бенджамин Франклин“ и Медал на 200-годишнината. Сред носителите на медали са Нелсън Мандела, сър Франк Уитъл и професор Стивън Хокинг.

## Име и мисия
На задния фриз на сградата на RSA са показани думите „Кралско дружество на изкуствата“ (вж. снимката вдясно), въпреки че пълното му име е „Кралско дружество за насърчаване на изкуствата, манифактурите и търговията“. Краткото име и свързаното RSA съкращение се използват по-често от пълното име.
Мисията на RSA, изразена в учредителната харта, е „да насърчава предприемачеството, да разширява науката, да усъвършенства изкуството, да подобрява нашите производители и да разширява нашата търговия“, но също и необходимостта от намаляване на бедността и осигуряване на пълна заетост. На своя уебсайт RSA се характеризира като „просветителска организация, ангажирана с намирането на иновативни практически решения на днешните социални предизвикателства“.

## Ръководство
До 8 септември 2022 г. патрон на RSA е кралица Елизабет II. От 2011 г., когато заменя баща си – принц Филип, херцог на Единбург) до момента (септември 2022 г.) негов президент е кралската принцеса Ан. Негов председател е Тим Айлс, а главен изпълнителен директор от септември 2021 г. е бившата Банка на Англия. Главният икономист е Анди Холдейн.

### Президенти
- 1755 – 1761: Джейкъб Бувери (1-ви виконт Фолкстоун)
- 1761 – 1793: Робът Маршам (2-ри барон Ромни)
- 1794 – 1815: Чарлз Хауърд (11-ти херцог на Норфолк)
- 1816 – 1843: принц Огъстъс Фредерик (херцог на Съсекс)
- 1843 – 1861: принц-консорт Алберт фон Сакс-Кобург-Гота
- 1862: Уилям Тук
- 1863 – 1901: Албърт Едуард, принц на Уелс
- 1901: сър Фредерикм Брамуел
- 1901 – 1910: Джорж, принц на Уелс
- 1910 – 1910: Ричард Уебстър (1-ви виконт Алвърстоун)
- 1911– 1942: принц Артър (херцог на Конът)
- 1942 – 1943: сър Едуард Кроу
- 1943 – 1945: Е. Ф. Армстронг
- 1945 – 1947: Ричард Бедфорд Бенет (виконт Бенет)
- 1947 – 1952: Елизабет, херцогиня на Единбург
- 1952 – 2011: принц Филип, херцог на Единбург[14]
- 2011 – понастоящем: Ан (кралска принцеса)

## Стипендии
Стипендии се предоставят на кандидати, „които са съгласни с визията на RSA и споделят нашите ценности“; уебсайтът на RSA гласи, че „много е вероятно да бъдете приети за стипендии, не е необходимо да сте лидер във вашата индустрия или главен изпълнителен директор на неправителствена организация. Нашият етос е приобщаващ". RSA се обръща към някои бъдещи стипендианти и ги кани да се присъединят като признание за работата им; някои са номинирани от съществуващите стипендианти и персонала на RSA или от партньорските организации, а други стипендианти правят свои собствени кандидатури.
Бъдещите стипендианти могат да кандидатстват за стипендии (което се разглежда от официална комисия за прием); други се препоръчват за стипендии. От 1754 г. насам има близо 28 хил. стипендианти. Стипендиантите на RSA имат право да използват буквите FRSA след името си. От 2022 г. стипендиантите плащат еднократна такса за регистрация от 75 лири и годишен абонамент от 182 лири.

## Награди
Първоначално RSA от основаването си, подобно на Дъблинското общество за подобряване на животновъдството, производителите и други полезни изкуства, предлага награди чрез схема за премия, продължила 100 години. Медали и в някои случаи пари са присъждани на лица, постигнали успех в публикувани предизвикателства в категориите „Земеделие“, „Изящни изкуства“, „Производство“, „Колонии и търговия“, „Химия“ и „Механика“. Успешното подаване включва селскостопански подобрения в отглеждането на култури и повторно залесяване, разработване на нови форми на машини, включително разтегателна стълба за подпомагане на пожарогасенето, останала в употреба относително непроменена, и артистични умения, чрез изявления от млади студенти, много от които стават известни художници, като напр. Едуин Лендсиър, който на 10 години е награден със сребърен медал за рисунката си на куче.
RSA първоначално изрично изключва премии за патентовани решения. Днес RSA продължава да предлага премии.
През 1936 г. RSA присъжда първите отличия на Кралските дизайнери за промишлеността (RDI или HonRDI), запазени за „онези малцина, които по преценка на колегите си са постигнали „трайни отлични постижения в естетическия и ефективен дизайн за промишлеността““. През 1937 г. като асоциация е създаден Факултетът на кралските дизайнери за промишлеността с цел „повишаване на високите постижения в дизайна и приложението му за промишлени цели“: членството във факултета е автоматично за (и изключително за) всички RDI и HonRDI. Факултетът в момента има 120 кралски дизайнери (RDI) и 45 почетни кралски дизайнери (не-британски граждани, които са наградени с отличието HonRDI): броят на дизайнерите, които могат да притежават отличието на RDI във всеки един момент, е строго ограничен.
Факултетът се състои от водещи в света практици от толкова различни области като инженерство, мебели, мода и текстил, графика, театър и филмов дизайн. Сред ранните членове са Ерик Гил, Енид Маркс, сър Франк Уитъл и други известни имена.

## Седалище на RSA
RSA се настанява в сегашното си седалище през 1774 г. Къщата, разположена на улица „Джон Адам“, близо до Странд в Централен Лондон, е специално проектирана от братя Адам (Джеймс Адам и Робърт Адам) като част от техния новаторски проект „Аделфи“. Оригиналната сграда на улица „Джон Адам“, номер 6 и 8 включва Голямата зала, включваща великолепна поредица от картини на ирландския художник Джеймс Бари, озаглавена „Прогресът на човешкото познание и култура “, и портрети на първия и втория президент на дружеството, рисувани от Томас Гейнзбъро и Джошуа Рейнолдс.
RSA се разширява в съседните сгради и сега включва номер 2 и 4 на ул. „Джон Адам“ и номер 18 на ул. „Адам“. Първият обитател на ул. „Адам“ 18 е Таверна „Аделфи“, която се споменава в „Записките на клуба Пикуик“ на Чарлз Дикенс. Бившата частна трапезария на таверната съдържа великолепен таван на Адам с рисувани кръгове от школата на Кауфман и Зуки.
Голямото обновяване през 2012 г. от „Архитекти Матю Лойд“ печели награда на Кралския институт на британските архитекти (RIBA) Лондон през 2013 г. и награда на RIBA English Heritage за поддържане на историческата среда, също през 2013 г.
RSA разработва схема за отбелязване на връзките между известни хора и сгради, като поставя плакети по стените – те продължават да съществуват и днес като „сини плакети“, които се администрират от редица правителствени органи. Първият от тези плакети всъщност е от червена теракота, издигната извън бивша резиденция на лорд Байрон (след като е разрушена). Дружеството поставя 36 плакета до 1901 г., след което прехвърля отговорността на Лондонския окръжен съвет (който променя цвета на плакетите на сегашния син), по-късно на Съвета на Голям Лондон (GLC) и впоследствие – на English Heritage. Подобни схеми вече се прилагат във всички съставни страни в Обединеното кралство.

## Асоциирани организации
Произходът на Кралската академия на изкуствата в Лондон се крие в опита през 1755 г. на членове на RSA (тогава известно просто като Дружество за насърчаване на изкуствата, манифактурите и търговията), главно на скулптора Хенри Чиър, да основат автономна академия на изкуствата за преподаване на рисуване и скулптура. Преди това редица художници са членове на RSA, включително Чиър и Уилям Хогарт, или участват в малки частни художествени академии като Академия „Сейнт Мартинс Лейн“. Въпреки че опитът на Чиър се проваля, евентуалната харта, наречена „инструмент“, използвана за създаване на Кралската академия на изкуствата повече от десетилетие по-късно, е почти идентична с тази, изготвена от Чиър и RSA през 1755 г. RSA също е домакин на първата изложба на съвременно изкуство през 1760 г. Томас Гейнзбъро и Джошуа Рейнолдс са сред тези, които излагат на тази първа изложба и впоследствие са членове-основатели на Кралската академия на изкуствата през 1768 г.
Дружеството е пионер в изпитите, предлагайки първите национални публични изпити през 1882 г., които довеждат до формирането на Изпитния борд на RSA, сега включен в Изпитния борд на Оксфорд, Кеймбридж и RSA.
През 1876 г. RSA основава предшественика на Кралския колеж по музика – Националната школа за музикално обучение.
През 1929 г. Обществото закупува цялото село Уест Уайкомб (West Wycombe). След обстоен ремонт селото е законно предадено с акт на Националния тръст.
През 1936 г. RSA присъжда първите отличия на Кралските дизайнери за промишлеността (RDI или HonRDI), запазени за „онези малцина, които по преценка на колегите си са постигнали „трайни отлични постижения в естетическия и ефективен дизайн за промишлеността““.
RSA е дом на TEDxLambeth – конференция на TED, базирана в Ламбет, от октомври 2019 г. 

## Дейности
Във Великобритания и Ирландия RSA предлага регионални дейности за насърчаване на стипендиантите да се занимават с местни теми, които ги интересуват, и да се свързват с други стипендианти в тяхното населено място. Британските региони са Лондон, Централен, Северен, Шотландия, Югоизточен, Югозападен, Уелс и Ирландия. RSA има присъствие по целия свят чрез своята RSA Глобална схема със забележимо присъствие в Австралия, Нова Зеландия и САЩ.

### Събития
Програмата за обществени събития на RSA е ключова част от неговата благотворителна мисия да направи променящите света идеи и дебати свободно достъпни за всички. Всяка година се провеждат над 100 основни лекции, панелни дискусии, дебати и прожекции на документални филми, много от които се предават на живо в мрежата. Събитията са безплатни и отворени за обществеността, а mp3 аудио файлове и видеоклипове са достъпни на уебсайта на RSA и на страницата му в Ютюб.
Известни мислители и творци са канени да представят своите идеи на сцената на RSA още от основаването на дружеството през 18 век. Сред по-нови лектори са сър Кен Робинсън, Ал Гор, сър Дейвид Атънбъроу, Ален дьо Ботон, Майкъл Сандел, Насим Никълъс Талеб, Марта Нусбаум, Дезмънд Туту, Стивън Пинкър, Сюзън Кейн, Дан Пинк, Дан Ариели, Брен Браун, Славой Жижек, Дейвид Камерън и Дамбиса Мойо.
Изборът на оратор за неотдавнашната годишна президентска лекция попада в пресата. Избран е датският професор Бьорн Ломборг; последната му книга, Cool It, предполага, че предстоящата гибел на полярните мечки е мит. Като президент на RSA, първият избор на говорител на принц Филип е Иън Плимър – професор по минерална геология в университета в Аделаида, но това е отхвърлено като твърде противоречиво, тъй като Плимър твърди, че теорията за антропогенното глобално затопляне е недоказана.
На 14 януари 2010 г. RSA в партньорство с Arts Council England е домакин на еднодневна конференция в Лондон, наречена „Състоянието на изкуствата“. Редица лектори от различни дисциплини от изкуство до управление се събират, за да говорят за състоянието на индустрията на изкуствата в Обединеното кралство. Сред забележителните лектори са Джереми Хънт – член на парламента, държавен секретар по културата, медиите и спорта, и колегата му Бен Брадшоу – депутат, който тогава е държавен секретар по културата, медиите и спорта. По-специално Джереми Хънт заявява, че ако Консервативната партия спечели следващите избори, тогава правителственото финансиране за изкуствата ще бъде намалено.

### RSA Animate (анимационен сериал)
Откъси от програмата на събитията формират основата за 10-минутните анимации за бяла дъска, както е показано в Ютюб канала theRSAorg. Поредицата е създадена като начин важните обществено-полезни идеи да бъдат възможно най-достъпни, ясни, ангажиращи и универсални. Сериалът е продуциран и аудио-редактиран в RSA, а анимациите са създадени от сътрудника на RSA Андрю Парк в Когнитив.
Първите 14 от тях са спечелили 46 милиона гледания към 2011 г., което го прави номер 1 канал с нестопанска цел в Ютюб в световен мащаб. Първата анимация от поредицата RSA Animate е базирана на речта на словенската философка Рената Салецъл, изнесена за RSA, относно нейната книга за избора.

### Проекти
През 80-те години на 20 век RSA работи с Фондация „Комино“ и създава Комитет за стипендии на Комино, „за да промени културното отношение към индустрията от липса на интерес или неприязън към отношение на загриженост и уважение“. Това в крайна сметка води до съвместна правителствена/индустриална инициатива за популяризиране на 1986 г. като „Година на индустрията“, с RSA и фондацията, осигуряващи основно финансиране от 250 хил. лири, което убеждава Конфедерацията на британската индустрия да събере 1 млн. лири и правителствените служби да осигурят 3 млн. лири.
През юли 2008 г. RSA става спонсор на държавното независимо училище в град Типтън – The RSA Academy, която отваря врати през септември 2008 г. Новата сграда на училището е завършена през септември 2010 г. През 2021 г. е обявено, че то вече няма да бъде свързано с RSA. Има шест училища в семейството на независимите държавни училища на RSA, всички в Уест Мидландс, включително Академия „Уитли“.
Предишни проекти включват доставка на прясна питейна вода в развиващия се свят, преосмисляне на интелектуалната собственост от първите принципи до създаване на Харта (публикувана като Хартата на Аделфи), проучване на схеми за управление на международната миграция и проучване на осъществимостта на лична система за търговия с въглеродни емисии в Обединеното кралство. То все още насърчава практиката на приобщаващ дизайн и работи с творци, за да комуникира идеи за устойчивост на околната среда (например чрез един от миналите проекти на RSA, WEEE Man, и в момента чрез проекта „Изкуства и екология“).